# Eero Lehtonen
Eero Reino Lehtonen (Mikkeli, 21 april 1898 - Helsinki, 9 november 1959) was een Fins atleet.

## Loopbaan
Lehtonen kwam tijdens de Olympische Zomerspelen 1920 in het verspringen niet door de kwalificatie en op tienkamp gaf Lehtonen op na vijf onderdelen. In de vijfkamp behaalde Lehtonen de gouden medaille. Vier jaar later prolongeerde Lehtonen in Parijs zijn olympische titel. Lehtonen stopte met atletiek nadat bekend was geworden dat de vijfkamp niet meer op het olympische programma zou staan tijdens de Olympische Zomerspelen 1928 in Amsterdam.

## Belangrijkste prestaties

### Vijfkamp
| Jaar | Wedstrijd | Plaats | Punten |
| ---- | --------- | ------ | ------ |
| 1920 | OS        | Goud   | 14     |
| 1924 | OS        | Goud   | 14     |

### Tienkamp
| Jaar | Wedstrijd | Plaats | Punten                |
| ---- | --------- | ------ | --------------------- |
| 1920 | OS        | -      | opgave na onderdeel 5 |

### 4x400m
| Jaar | Wedstrijd | Plaats | Tijd   |
| ---- | --------- | ------ | ------ |
| 1924 | OS        | series | 3,32.2 |

### Verspringen
| Jaar | Wedstrijd | Plaats       | Afstand |
| ---- | --------- | ------------ | ------- |
| 1920 | OS        | kwalificatie | 6,285m  |